# Kaposfő
Kaposfő é um município da Hungria, situado no condado de Somogy. Tem 27,26 km² de área e sua população em 2019 foi estimada em 1.637 habitantes.